# Ансимов, Георгий Павлович
(октябрь 1974)
Гео́ргий Па́влович Анси́мов (3 июня 1922, Ладожская, Кубано-Черноморская область — 29 мая 2015, Москва) — советский и российский театральный режиссёр оперы и оперетты, актёр, педагог, публицист, народный артист СССР (1986).

## Биография
Родился 3 июня 1922 года в станице Ладожской (ныне Усть-Лабинский район Краснодарский край) в семье священника.
В 1925 году, после закрытия храма, где служил отец, переехал с родителями в Москву. В 1937 году, после ареста и расстрела отца, работал на заводе.
В 1939 года поступил в школу при Театре имени Е. Вахтангова (ныне Театральный институт имени Бориса Щукина).
С начала войны направлен в ополчение: рыл окопы на Можайском направлении, выступал в воинских частях, в госпиталях.
После войны — актёр в Московском театре Сатиры.
В 1955 году окончил факультет музыкального театра ГИТИСа (ныне Российский институт театрального искусства — ГИТИС) (мастерская Б. А. Покровского).
В 1955—1964, 1980—1990 — оперный режиссёр, в 1995—2000 годах — руководитель режиссёрской группы Большого театра.
В 1964—1975 годах — главный режиссёр и художественный руководитель Московского театра оперетты.
Ставил оперы в театрах Алма-Аты, Казани, Праги, Дрездена, Вены, Брно, Таллина, Каунаса, Братиславы, Хельсинки, Гётеборга, Пекина, Шанхая, Сеула, Анкары.
Всего за свою творческую жизнь поставил более ста спектаклей.
Октябрь 1974. Председатель жюри на V Всесоюзном конкурсе артистов эстрады.
С 1954 года преподавал в ГИТИСе (с 1971 — художественный руководитель мастерской, с 1974 — профессор, с 1984 по 2003 — заведующий кафедрой музыкального театра).
В 2011 году включён в состав Патриаршего совета по культуре Московского Патриархата.

### Смерть
Умер 29 мая 2015 года на 93-м году жизни в Москве. Церемония прощания с Георгием Ансимовым состоялась в Атриуме Большого театра, отпевание прошло в храме Святителя Николая, похоронили на Даниловском кладбище.

### Семья
- Отец — Павел Георгиевич Ансимов (1891—1937), протоиерей Русской православной церкви, канонизирован как священномученик (2005).
- Мать — Мария Вячеславовна Ансимова (в девичестве — Соллертинская) (умерла в 1958 году).
- Сестра — Надежда Павловна Ансимова-Покровская (1914—2006).

## Звания и награды
Почётные звания
- Народный артист РСФСР (1973)
- Народный артист СССР (1986)
- Заслуженный деятель искусств Казахской ССР [источник не указан 1463 дня]

Премии
- Государственная премия ЧССР имени К. Готвальда (1971) — за постановку оперы «Война и мир» С. С. Прокофьева

Ордена и медали
- Два ордена Трудового Красного Знамени (1967, 1976)
- Орден Дружбы народов (1983)
- Орден Почёта (2004)
- Орден преподобного Сергия Радонежского (РПЦ) (2006)
- Медаль «За оборону Москвы»[8]
- Медаль «За доблестный труд в Великой Отечественной войне 1941—1945 гг.»
- Медаль «В память 800-летия Москвы» [источник не указан 1463 дня]
- Медаль «За доблестный труд. В ознаменование 100-летия со дня рождения Владимира Ильича Ленина» [источник не указан 1463 дня]

## Постановки в театре

### Большой театр
- 1954 — «Севильский цирюльник» Дж. Россини (совместно с И. Македонской)
- 1955 — «Фра-Дьяволо» Д. Обера
- 1956 — «Богема» Дж. Пуччини
- 1956 — «Свадьба Фигаро» В. Моцарта
- 1957 — «Укрощение строптивой» В. Я. Шебалина
- 1959 — «Сказка о царе Салтане» Н. А. Римского-Корсакова
- 1960 — «Повесть о настоящем человеке» С. С. Прокофьева
- 1961 — «Не только любовь» Р. К. Щедрина
- 1962 — «Русалка» А. С. Даргомыжского
- 1981 — «Кармен» Ж. Бизе
- 1988 — «Золотой петушок» Н. А. Римского-Корсакова
- 1997 — «Иоланта» П. И. Чайковского

### Московский театр оперетты
- 1965 — «Орфей в аду» Ж. Оффенбаха
- 1965 — «Вестсайдская история» Л. Бернстайна
- 1966 — «Девушка с голубыми глазами» В. И. Мурадели
- 1967 — «Конкурс красоты» А. П. Долуханяна
- 1967 — «Белая ночь» Т. Н. Хренникова
- 1968 — «В ритме сердца» А. П. Петрова
- 1969 — «Фиалка Монмартра» И. Кальмана
- 1970 — «Москва—Париж—Москва» В. И. Мурадели
- 1970 — «Нет меня счастливее» А. Я. Эшпая
- 1971 — «Девичий переполох» Ю. С. Милютина
- 1973 — «Золотые ключи» А. С. Зацепина
- 1973 — «Песня для тебя»
- 1974 — «Летучая мышь» И. Штрауса
- 1975 — «Триумфальная арка» А. Г. Флярковского

### Другие театры
- 1961 — «Повесть о настоящем человеке» С. С. Прокофьева (Национальный театр, Прага)
- 1963 — «Любовь к трём апельсинам» С. С. Прокофьева (Национальный театр, Прага)
- 1964 — «Джалиль» Н. Г. Жиганова (Татарский театр оперы и балета имени Мусы Джалиля, Казань)
- «Укрощение строптивой» В. Я. Шебалина (Национальный театр, Прага)
- 1969 — «Замок герцога Синяя Борода» Бе́ла Ба́рток (Студенческий театр ГИТИСа)
- 1971 — «Война и мир» С. С. Прокофьева (Национальный театр, Прага)
- 1980 — «Царь-плотник» Г. Лорцинга (Национальный театр, Прага)

## Фильмография

### Режиссёр
- 1967 — Белая ночь (фильм-спектакль)
- 1975 — Девичий переполох (фильм-спектакль)
- 1984 — Весёлая вдова (фильм-спектакль)

## Ученики
- Юрий Веденеев
- Дмитрий Бертман
- Светлана Варгузова
- Владимир Винокур
- Лев Лещенко
- Анатолий Ильин
- Елена Ионова
- Валерий Исляйкин
- Вадим Заплечный
- Марина Калинина
- Александр Кольцов
- Анастасия Мельникова
- Игорь Муравьёв
- Наталья Реброва
- Сергей Терехов
- Михаил Евтюхов
- Вера Кононова
- Елена Моисеева
- Николай Покотыло
- Кирилл Гордеев
- Мария Плужникова
- Ирина Суханова
- Андрей Цветков-Толбин
- Татьяна Цветкова
- Юлий Слободкин
- Сергей Яковлев

## Книги
- Режиссёр в музыкальном театре. — М.: Всероссийское театральное общество, 1980.
- Сергей Прокофьев. Тропою оперной драматургии. — М.: ГИТИС, 1994.
- Звёздные годы Большого. — М.: ГИТИС, 2001.
- Уроки отца. — М.: Издательский Совет Русской Православной Церкви, 2005.[9]
- Лабиринты музыкального театра XX в. — М.: Российская академия театрального искусства — ГИТИС, 2006.
- ВЕРУЮ Николая Горчакова. — М.: РАТИ — ГИТИС, 2009.
- Уроки отца. — М.: Издательство Сретенского монастыря, 2011.
- Воспитание творца. — М.: Российский университет театрального искусства — ГИТИС, 2013.
- Отец Герасим. — М.: Храм святителя Николая Мирликийского в Покровском, 2013.
- Камень. — М.: Храм святителя Николая Мирликийского в Покровском, 2015.